# 颜学恕
颜学恕（1940年8月—2001年2月19日），湖北武汉人，中国电影导演。他曾凭借电影《野山》获得1986年第6届中国电影金鸡奖最佳导演奖。